# Reichsakademie für Leibesübungen
Die Deutsche Reichsakademie für Leibesübungen, nach 1938 im NS-Reichsbund für Leibesübungen (NSRL), war in der Zeit des Nationalsozialismus die oberste Lehr- und Forschungsstätte des Deutschen Reiches für Sport und Sportwissenschaften.

## Organisation
Ihre Vorgängerorganisation war die Deutsche Hochschule für Leibesübungen, die 1920 in Berlin gegründet und 1935 geschlossen bzw. 1936 umbenannt wurde.
Die Deutsche Reichsakademie für Leibesübungen diente ab 1. April 1936 der Förderung der deutschen Leibeserziehung im Geist des Nationalsozialismus und reduzierte hierzu die dreijährige Ausbildung auf ein Jahr. Zudem wurden auch Übungsleiterkurse angeboten, um künftigen potentiellen Führernachwuchs zu selektieren. Ihr Sitz war auf dem Gelände des Reichssportfeldes in Berlin-Charlottenburg. Sie war durch Führererlass vom 7. April 1936 eine Reichsbehörde. Ziel war die „bereichseinheitliche Führerausbildung auf dem Gebiet der körperlichen Erziehung“. Ihr Präsident war der Reichssportführer Hans von Tschammer und Osten. Die Minister Wilhelm Frick und Bernhard Rust sowie Tschammer bildeten das Kuratorium der Reichsakademie. Der Reichssportführer wurde zum Präsidenten ernannt, mit dem Direktor der Reichsakademie als Stellvertreter. Den Posten des Direktors besetzte Ministerialdirektor Carl Krümmel als maßgeblicher Leiter. Für die Auslandsbeziehungen ab 1939 wurde Carl Diem zuständig, der nicht als Professor berufen worden war. 
Im Rahmen der Ausbildung sollte 1) „besonders geeigneten staatlichen Lehrern der Leibeserziehung eine reichseinheitliche Führerausbildung“ zuteil, ferner 2) den freiberuflichen „Turn- und Sportlehrern eine praktisch und wissenschaftlich vertiefende Berufsausbildung“ gewährt und zudem sollten 3) „Fortbildungslehrgänge für Angehörige der Organisationen, die auf dem Gebiete der Leibesübungen und körperlichen Erziehung tätig sind“, veranstaltet werden. Dem „Grundsatz der Führerauslese“ folgend, konnte man sich „nicht zum Studium melden“, sondern wurde „nach vollendetem Studium als Assessor oder als Sportlehrer des freien Berufes oder von Gliederungen der Partei entsendet“. Der letzte Lehrgang wurde im Sommer 1939 angeboten. Frauen waren nicht zugelassen. Gegenüber der Forschungstätigkeit an der Hochschule für Leibesübungen blieben trotz weitgehender Übernahme des Personals nur noch Reste, weil der Schwerpunkt ideologischer Schulung eine Weiterentwicklung der eigentlichen Sportwissenschaft und der Sportpädagogik verhinderte. Die sportmedizinische Forschung leitete Himmlers späterer Leibarzt Karl Gebhardt.
Der Sporthistoriker Horst Ueberhorst bilanzierte 1976 zum militärischen Drill: „Weil der Leibeserzieher mehr zu sein hat als bloßer Vermittler von körperlichen Fertigkeiten und weil er den ganzen Menschen zu erziehen hat, muss er selbst fest in Volkstum und Rasse wurzeln, muss er sich zu Führertum und Wehrhaftigkeit bekennen.“ (Zitate nach Ristau)
Im Schloss Neustrelitz wurde 1935 eine dem Hochschulinstitut für Leibesübungen der Universität zu Berlin unterstellte „Führerschule“ unter Alfred Petzhold eingerichtet, um reichsweit sportliche Übungslehrgänge durchzuführen. Auch sie unterstand Ministerialdirektor Krümmel, dessen Abteilung im Reichserziehungsministerium (Amt K) im Laufe des Krieges dorthin weitgehend umzog. Krümmel schwebte eine Lehr- und Forschungsstätte für die Leibeserziehung und damit für Schullehrkräfte vor, der Schule und Hochschule von den Aufgaben des NSRL absetzte und sich von der Hitlerjugend abgrenzte. Aus Mangel an Männern wurden dort meist Lehrerinnen ausgebildet.

## Nachfolgeorganisation
Als Nachfolgeorganisation gilt heute die Deutsche Sporthochschule, die auch den umfangreichen Bibliotheksbestand der Deutschen Reichsakademie für Leibesübungen von über 10.000 Bänden übernahm, in den vor dem Zweiten Weltkrieg verschiedene historische Sammlungen eingegangen waren, wie die Bücherei des Dresdner und Prager Fechtklubs mit wertvoller Literatur zum Fechten und Duell seit dem 16. Jahrhundert.